# 員工福利
員工福利（英語：Employee benefit），是僱員因為受僱工作而有權享用的福利，通常是由僱主直接給予，如折扣購物、免費穿梭巴士等；也可能由第三者提供，如醫療服務，只要出示有效的工作證等。中国大陆的員工基本福利包括養老、工傷、醫保、失業、生育和住房公積金六項，統稱「五险一金」。
員工福利可能寫於僱用合約之內，否則可能不受法律保障，僱主可能任意增減，勞方反對只有以工業行動罷工或辭職對抗之。
員工福利有些是現金或可以金額估值的，例如旅遊機票；有些是不能用金錢來估價的，例如包伙食。 从稅務局的角度，後者是不必報稅的員工福利。
花紅、年終獎金有異於員工福利。
員工福利會因為組織內的職級不同，而有很大的差異，例如企業的董事有秘書、保鑣、傭工等服務。

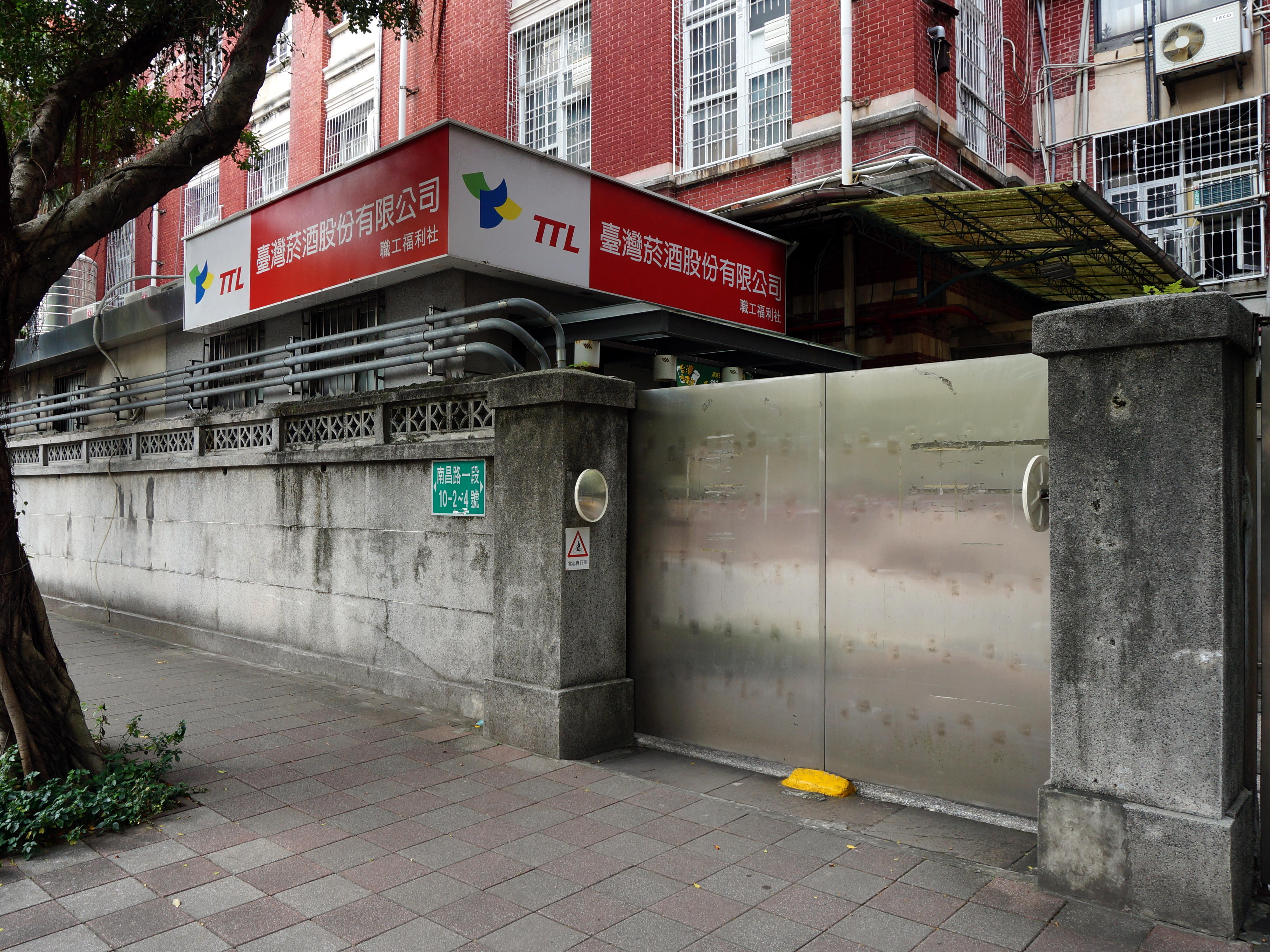
台灣菸酒公司職工福利社

## 相關
- 俸禄
- 子女教育
- 包食宿